# Boss PSM-5 Power Supply & Master Switch
Boss PSM-5 Power Supply & Master Switch är en effektpedal för gitarr, tillverkad av Roland Corporation under varumärket Boss mellan 1983 och 1999. Effektpedalen tillverkades i Japan.

## Historia
Boss PSM-5 Power Supply & Master Switch är den första strömförsörjningspedalen i kompaktformat från Boss. Den kan förse upp till 7 andra pedaler med ström. Boss PSM-5 Power Supply & Master Switch har dessutom en inbyggd switch och effektloop, som även LS-2 Line Selector och NS-2 Noise Suppressor har.
När pedalens lysdiod är grön släpper PSM-5 förbi signal, och när omkopplaren trycks ner och lysdioden blir röd aktiveras effektloopen.
Boss PSM-5 Power Supply & Master Switch är tillsammans med Boss RV-2 Digital Reverb de enda kompaktpedalerna från Boss som inte levereras i lådor med standardstorlek. Boss PSM-5 Power Supply & Master Switch är även den enda kompaktpedalen från Boss utan några som helst kontroller.